# Silvia Mariscal
Silvia Mariscal  (Mexikóváros, Mexikó, 1946. szeptember 13. –) mexikói színésznő.

## Élete és pályafutása
Silvia Ramírez Aguilar néven született Mexikóvárosban. Karrierjét 1971-ben kezdte. 2008-ban szerepet kapott a Candy című sorozatban. 2010-ben Refugio szerepét játszotta a Teresa című telenovellában.

## Telenovellák
| Év   | Cím                                    | Szerep                        |
| ---- | -------------------------------------- | ----------------------------- |
| 2016 | El Hotel de los secretos               |                               |
| 2014 | La malquerida                          | Elena Reyes de Maldonado      |
| 2013 | De que te quiero, te quiero            | Luz Suárez viuda de Medina    |
| 2011 | Amorcito corazón                       | Sara Valencia de Cordero      |
| 2010 | Teresa                                 | Refugio Aguirre de Chávez     |
| 2008 | Candy (Las tontas no van al cielo)     | Isabel Carmona viuda de López |
| 2007 | Muchachitas como tú                    | Маrtha Sánchez-Zúñiga         |
| 2007 | Lety, a csúnya lány (La fea más bella) | Luigui anyja                  |
| 2003 | Velo de novia                          | Leticia Robleto               |
| 2002 | Así son ellas                          |                               |
| 2001 | El juego de la vida                    | Sara Domínguez                |
| 2001 | Navidad sin fin                        | Doña Isabel                   |
| 2000 | Mi destino eres tú                     | María Suárez de Galindo       |
| 1999 | Cuento de Navidad                      | Lucha                         |
| 1998 | A vipera (La mentira)                  | Leticia "Lety"                |
| 1997 | Alguna vez tendremos alas              | Silvia de Nájera              |
| 1995 | Alondra                                | Mercedes                      |
| 1992 | Destinos                               | Gloria                        |
| 1991 | Capricho                               | Mercedes de Aranda            |
| 1991 | Vida robada                            | Daniela                       |
| 1990 | Cenizas y diamantes                    | Andrea                        |
| 1989 | Morir para vivir                       | Elena                         |
| 1988 | El rincón de los prodigios             | Soledad                       |
| 1984 | Aprendiendo a vivir                    | Martha                        |
| 1984 | Lágrimas de amor                       | Cecilia                       |
| 1978 | Rosalía                                | Carmen                        |
| 1989 | Acompáñame                             | Adriana                       |
| 1975 | El milagro de vivir                    | Tere                          |
| 1974 | El chofer                              | María                         |
| 1971 | Lucía Sombra                           | Teresa                        |

## Díjak és jelölések
| Év   | Díj                       | Kategória                | Cím                 | Eredmény |
| ---- | ------------------------- | ------------------------ | ------------------- | -------- |
| 2008 | TVyNovelas-díj            | Legjobb senior színésznő | Muchachitas como tú | Jelölve  |
| 2011 | Kids Choice Awards México | Kedvenc idézet           | Teresa              | Elnyerte |